# Delhi (Louisiana)
Delhi és una població dels Estats Units a l'estat de Louisiana. Segons el cens del 2000 tenia 3.066 habitants.

## Demografia
Segons el cens del 2000, Delhi tenia 3.066 habitants, 1.129 habitatges, i 788 famílies. La densitat de població era de 469,8 habitants/km².
Dels 1.129 habitatges en un 32,4% hi vivien nens de menys de 18 anys, en un 41,5% hi vivien parelles casades, en un 24,5% dones solteres, i en un 30,2% no eren unitats familiars. En el 27,3% dels habitatges hi vivien persones soles el 15,7% de les quals corresponia a persones de 65 anys o més que vivien soles. El nombre mitjà de persones vivint en cada habitatge era de 2,54 i el nombre mitjà de persones que vivien en cada família era de 3,1.
Per edats la població es repartia de la següent manera: un 26,7% tenia menys de 18 anys, un 10,2% entre 18 i 24, un 25,9% entre 25 i 44, un 18,4% de 45 a 60 i un 18,9% 65 anys o més.
L'edat mediana era de 36 anys. Per cada 100 dones de 18 o més anys hi havia 76 homes.
La renda mediana per habitatge era de 21.763 $ i la renda mediana per família de 25.651 $. Els homes tenien una renda mediana de 25.054 $ mentre que les dones 12.837 $. La renda per capita de la població era d'11.161 $. Entorn del 26,2% de les famílies i el 31,6% de la població estaven per davall del llindar de pobresa.

## Poblacions més properes
El següent diagrama mostra les poblacions més properes.